# Łuk triumfalny w Kiszyniowie
Łuk triumfalny w Kiszyniowie – łuk triumfalny w centrum Kiszyniowa, zlokalizowany na Placu Wielkiego Zgromadzenia Narodowego w przebiegu bulwaru Stefana Wielkiego i Świętego, niedaleko soboru katedralnego Narodzenia Pańskiego.

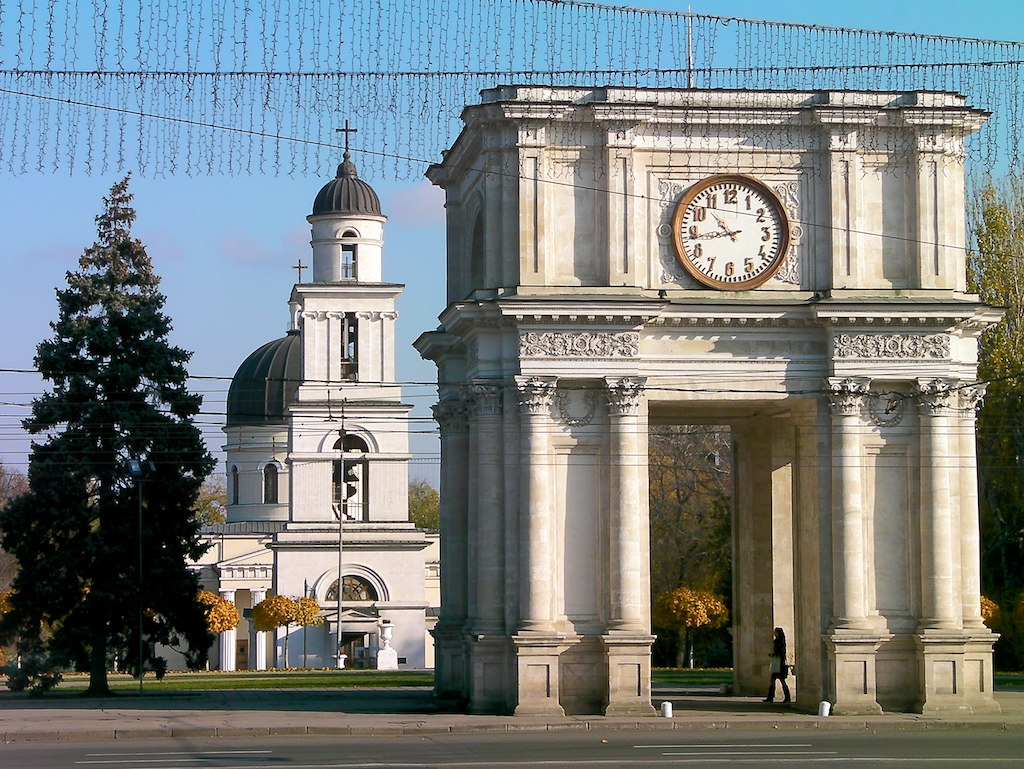
Łuk triumfalny, w tle sobór Narodzenia Pańskiego

Z przetopionych armat zdobytych przez Rosjan na Turkach, odlano dzwon o wadze prawie 6400 kg, który był przeznaczony do soboru katedralnego w Kiszyniowie. Jednak dzwon ten okazał się zbyt duży dla świątyni. W związku z tym podjęto inicjatywę wybudowania specjalnej struktury, w której można by zawiesić dzwon. W tym celu, z inicjatywy gubernatora Besarabii, wzniesiono w 1840 roku łuk triumfalny, który równocześnie miał uczcić zwycięstwo Rosji nad Imperium Osmańskim w wojnie rosyjsko-tureckiej (1806–1812). Autorem projektu był Iwan Zauszkiewicz. Na łuku umieszczono również mechanizm zegarowy.
W 1973 roku odrestaurowano łuk wraz z mechanizmem zegarowym.